# اسماعیل کونه
اسماعیل کونه (انگلیسی: Ismaël Koné؛ زادهٔ ۶ ژوئن ۲۰۰۲) بازیکن فوتبال ساحل عاجی‌تبار اهل کانادا است که به عنوان هافبک برای تیم واتفورد در لیگ قهرمانان اروپا بازی می‌کند.
وی همچنین در تیم ملی فوتبال کانادا بازی کرده‌است.